# Per Wennick
Per Jonny Wennick (født 31. maj 1949) er en dansk journalist og dokumentarfilminstruktør.
Wennick blev efter nysproglig studentereksamen fra Falkonergårdens Gymnasium uddannet folkeskolelærer fra N. Zahles Seminarium og læste senere teatervidenskab og dramaturgi ved Københavns Universitet. I 1974 kom han til DR, hvor han siden 1980 har arbejdet i dokumentarafdelingen.
Blandt Wennicks mest kendte produktioner er Grevinden på tredje, der omhandler grevinde Erna Hamilton. Han har modtaget flere danske og udenlandske priser bl.a. en TV-Oscar i 1999 for Ingen slinger i valsen og igen i 2003 for Æblehovedet og Kommandanten. I 2005 lavede han Varvara – uden mors velsignelse, et portræt af baronesse Varvara Hasselbalch.
PW har gennem årene for DR skrevet manuskript til, instrueret og tilrettelagt flere end 80 TV-dokumentarer oftest med en psykologisk indfaldsvinkel til enkeltpersoner, grupper og problemstillinger.

## Jagten på mig selv
Per Wennick udsendte i julen 2021 dokumentaren "Jagten på mig selv" om sit liv som børnehjemsbarn på Børnehjemmet Godthåb, og som deltager i et delvist CIA-finansieret psykologisk eksperiment, The Copenhagen High Risk Study, som han uvidende var deltager i, i mange år. Han forsøger at finde ud af hvorfor ingen i forskningsmiljøet greb ind, selv om de var klar over, at han og flere andre hundrede børnehjemsbørn, der deltog i undersøgelsen, i årevis var udsat for vold og seksuelle overgreb. Han forsøgte at finde sin journal, og sporede den til Psykiatrisk Center Glostrup men oplevede at papirene blev makuleret da han søgte adgang til dem.

## Andre produktioner
En kultiveret rappenskralde. (Portræt af Lise Nørgaard, 2007). Prinsesse på vej. (Portræt af den kommende prinsesse Marie, 2008). De udvalgte (Om livet i Den Kgl. Ballet, 2011). Hundekirkegården (Om mennesker og deres afdøde kæledyr, 2012). Frits – Ølhundens søn. (Portræt af afdøde Frits Helmuth, 2013). Søstre af Det dyrebare Blod. (Om livet i et kloster med bøn, kortspil og fodbold, 2015). Palle, Bent og bøssebaren (Om 2 aldrende bøssers venskab, 2015). En stille forsvinden. (Serie om en ung bankdirektør, der bliver ramt af Alzheimers sygdom, 2016). Biker for Vorherre. (Om rockeren, der blev kristen, 2018). Skøn, skæv og 98. (Om frihedskæmperen og eventyreren, Tove, der som 98årig nyder en daglig joint.  2019).
Per Wennick har skrevet flere artikler og undervist på journalistiske kurser (DJE) og på Københavns Universitet - primært i ”Menneskelig indsigt og etik” - i forbindelse med dokumentarproduktioner.
Per Wennick modtog i 2015 TV-branchens ærespris ”Otto”.